# Under en Tuglas literair centrum
Het Under en Tuglas Literair Centrum is een museum, archief en onderzoeksinstituut in de Estse hoofdstad Tallinn. Het instituut richt zich volledig op de ontwikkeling van de Estische taal en wordt gerund door de Estse Academie van Wetenschappen. Het museum is vernoemd naar de schrijvers Marie Under en Friedebert Tuglas, die beiden in het huis hebben gewoond. Marie Under en haar man Artur Adsen hebben het huis in 1933 gebouwd en hebben er gewoond. Nadat het echtpaar in 1944 naar Zweden vluchtte, kwam het huis in bezit van Friedebert Tuglas en zijn vrouw Elo. Tuglas heeft er gewoond tot 1971, toen het huis werd omgebouwd tot het Friedebert Tuglas Huismuseum. In 2010 werd het hernoemd naar zijn huidige naam.